# Thibaud Gaudin

Großmeisterwappen des Thibaud Gaudin

Thibaud Gaudin, auch Theobald Gaudin († 16. April 1292) war der zweiundzwanzigste und vorletzte Großmeister des Templerordens von Sommer 1291 bis zu seinem Tod.

## Leben
Thibaud stammte wahrscheinlich aus spanischem Adel (französische Quellen nennen auch Blois oder Chartres). Anfang 1260 nahm er als Ritter des Templerordens an einem Angriff auf die muslimischen Städte Tibnin und Tiberias teil. Der Angriff wurde zurückgeschlagen, Thibaud geriet in Gefangenschaft und wurde, nachdem man angesichts der Bedrohung durch die Mongolen Mitte 1260 ein Neutralitätsabkommen mit den Mamluken geschlossen hatte, gegen Lösegeld freigelassen.
Etwa seit 1281 war Thibaud Großkomtur des Ordens. Er kämpfte bei der Belagerung Akkons durch die Mamluken 1291. Als sein Vorgänger, der Großmeister Guillaume de Beaujeu, am 18. Mai 1291 tödlich verwundet worden war, entschieden die Templer ihren Großkomtur Thibaud nach Sidon zu entsenden. Er sollte den Ordensschatz und die Ordensreliquien evakuieren und die Verteidigung von Sidon organisieren. In Akkon übernahm der Marschall der Templer Pierre de Sevry das Kommando. Am gleichen Tag schiffte sich Thibaud auf einer venezianischen Galeere nach Sidon ein. Wenige Wochen später, nachdem Akkon Ende Mai an die Mamluken gefallen war, wurde Thibaud selbst in Sidon zum Großmeister gewählt.
Die letzten Besitzungen der Kreuzfahrer in Syrien fielen in dieser Zeit in die Hände der Mamluken. Sidon wurde belagert und musste im Juli geräumt werden. Die letzten Stellungen der Templer auf dem Festland, Tartus und Château Pèlerin, mussten im August aufgegeben werden.
Als Großmeister versuchte Thibaud dem Orden nach dem Verlust des Festlandes außer der Übersiedlung nach Zypern neue Aufgaben im iberischen Raum und in Marokko zu geben. Dies stieß auf internen Widerstand der anderen Ordensprovinzen, insbesondere der französischen (Champagne, Auvergne, Bourgogne). Er starb am 16. April 1292, ohne seine Ziele in die Tat umgesetzt zu haben.